# Eulepidotis fumata
Eulepidotis fumata là một loài bướm đêm trong họ Erebidae.